# カンタータ

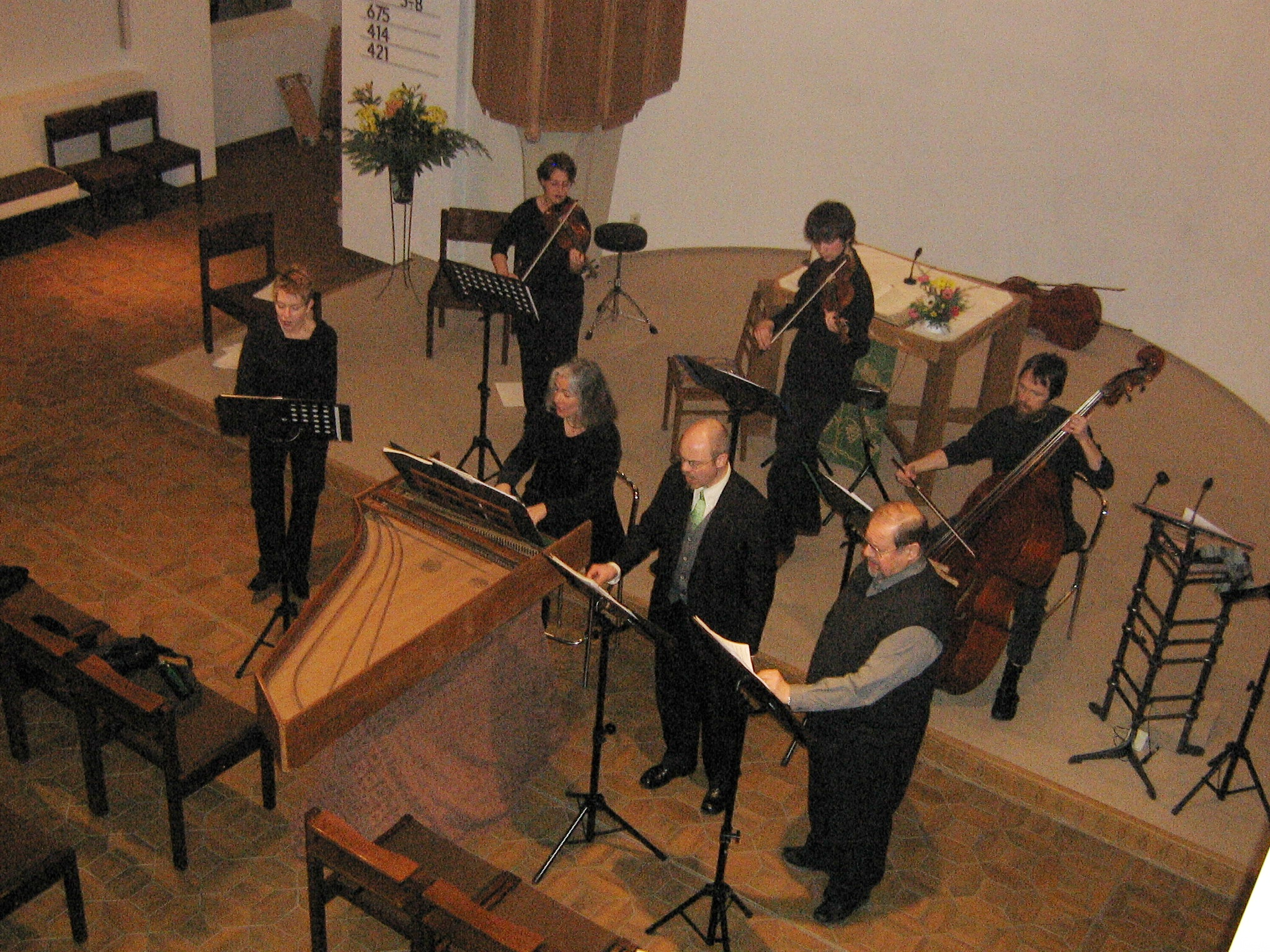
ソロカルテットとストリングス

カンタータ（伊: cantata、独: Kantate、仏: cantate、交声曲）とは、単声または多声のための器楽伴奏付の声楽作品をいう。元来は動詞「歌う（cantare）」の分詞形であり、「歌われるもの」を意味する。典型的なカンタータは、17世紀後半にイタリアで作曲された、レチタティーヴォとアリアからなる独唱と通奏低音のための歌曲であり、18世紀前半のドイツでは、コラールを取り入れた教会カンタータが、18世紀のフランスでは一人または数人の歌手と通奏低音のほか、しばしば小編成の器楽を伴う世俗カンタータが数多く作曲されている。一方、19世紀以降、カンタータは合唱と管弦楽のための多種多様な作品を表すものとなった。

## 18世紀までのカンタータ

### イタリア
カンタータという名称が付された最初の音楽作品は、今日知りうる限り、1589年にシェーナで出版された、チェーザレ・デステとヴィルジニア・デ・メディチの結婚式のための『カンタータ・パストラーレ（Cantata pastorale）』である。最初期のカンタータは様式的に確立しておらず、エレアノール・カルオーリは、1670年頃までのカンタータを、単一のアリアからなる「アリエッタ・コルタ（arietta corta）」と、歌詞に応じてアリアとレチタティーヴォが使い分けられる「アリエッタ・ディ・ピウ・パルティ（arietta di più parti）」とに分類している。実際、アレッサンドロ・グランディ（1575年頃 - 1630年）やルイジ・ロッシ（1597年頃 - 1653年）が作曲したカンタータの多くは、モノディ様式による有節変奏形式の作品である。これに対して、ジャコモ・カリッシミ（1605年 - 1674年）やアントニオ・チェスティ（1623年 - 1669年）が作曲したカンタータになると、一般に複数のアリアを含み、レチタティーヴォ、アリオーソ、アリアの区別が明確になっており、レチタティーヴォにおいては、歌詞の盛り上がりとともに叙情的になり、アリオーソへと移行する。
当時のイタリアにおけるカンタータは、擬人化された魂や肉体が登場する倫理的な作品もあるが、大半は牧歌的ないし歴史的題材による恋愛を扱ったものであり、オペラの一情景に似ていたが、演技等を伴うことはなく、音楽・歌詞のいずれにおいてもより親密な雰囲気を有していた。カンタータ作曲の中心となったのはローマであり、多くは高い鑑賞能力をもった少数の貴族階級のパトロンのために演奏されることを目的として作曲され、広いオペラ劇場では失われがちな洗練された趣味と、時に実験的な要素を含むものであった。
17世紀末から18世紀初頭にかけて、イタリア音楽全般を通して形式化が進展し、主題の有機的な使用や近代的な調体系が明確に意識されるようになるのとあわせて、カンタータにおいても、レチタティーヴォとアリアが一段と区別され、アリアは拡大されて独立した楽章となる。こうした展開は、アレッサンドロ・ストラデッラ（1644年 - 1682年）等によってすすめられ、アレッサンドロ・スカルラッティ（1660年 - 1725年）の作品において典型的に示される。スカルラッティが作曲した約600曲のカンタータのうち、約500曲はソプラノ独唱と通奏低音のための作品であり、初期のカンタータにおいては先行する世代の作曲家の影響を残しているが、1703年からの第2次ローマ時代に作曲したカンタータでは、2曲のダ・カーポ・アリアの前にそれぞれレチタティーヴォを伴う楽章編成が基本となり、これが18世紀を通して世俗カンタータの標準的な様式となる。さらに、晩年に作曲したカンタータでは、半音階的和声と大胆な転調による豊かな表現が追求され、ヨハン・ダーフィト・ハイニヒェンによって「法外かつ非常識な和声」と評されるまでになる。
スカルラッティの没後、室内カンタータの作曲は、ジョヴァンニ・ボノンチーニ（1670年 - 1747年）、レオナルド・ヴィンチ（1690年 - 1730年）、レオナルド・レーオ（1694年 - 1744年）等に引き継がれるが、ヴィンチやレーオのカンタータにおいては、4声の弦楽合奏と通奏低音による伴奏が一般的となり、18世紀の後半に至ると、オペラにおけるシェーナとアリアとほとんど区別がなくなって、独立した形式は失われることとなった。

### ドイツ
バロック時代のドイツにおけるカンタータは、主に宗教音楽の分野で発展した点においてイタリアとは事情を異にしている。ドイツにおける教会カンタータは、狭義においては、教会音楽にマドリガーレ様式の自由詩を採用したエールトマン・ノイマイスター（1671年 - 1756年）とその後継者による歌詞にもとづく作品をいうが、今日では、プロテスタント教会の礼拝において演奏された複数の独立した楽章からなる声楽曲として、17世紀に作曲された宗教作品も含めることが一般的である。
17世紀における古いタイプの教会カンタータは、主に聖句にもとづく声楽と器楽のためのコンチェルト、有節形式によるアリアおよびコラール編曲を構成要素としている。これに対して、ノイマイスターは、当時のオペラを範として、脚韻が不規則で行の長さも一定しない、いわゆるマドリガーレ様式のレチタティーヴォとダ・カーポ・アリアを採用し、作品に応じてこれに聖句やコラールの詩節を組み合わせた新たな宗教詩を創作する。ノイマイスターが1700年から1717年にかけて出版した『5周年分の教会礼拝用歌詞集（Fünffache Kirchen-Andachten）』は、ヨハン・フィリップ・クリーガー（1649年 - 1725年）、フィリップ・ハインリヒ・エルレバッハ（1657年 - 1714年）、ゲオルク・フィリップ・テレマン（1681年 - 1767年）等によって曲が付された。18世紀前半には、こうした新しいタイプの教会カンタータが大量に作曲されており、代表的な作曲家としては、1000曲以上の作品が現存するゲオルク・フィリップ・テレマン、クリストフ・グラウプナー（1683年 - 1760年）のほか、ヨハン・ゼバスティアン・バッハ（1685年 - 1750年）、ゴットフリート・ハインリヒ・シュテルツェル（1690年 - 1749年）等がいる。
一方、ドイツにおいても、17 - 18世紀を通してドイツ語やイタリア語による独唱用の世俗カンタータが作曲されたが、これらの作品は、イタリアのカンタータのより直接的な影響のもとにあった。また、バッハの世俗カンタータのように、都市や宮廷の祝典のために作曲された複数声部のための作品も存在するが、この種の作品は、当時はむしろ「セレナータ（serenata）」、「音楽劇（dramma per musica）」等と呼ばれることが通例であった。

### フランス
フランスでは、18世紀前半に、パリにおけるサロンの発展を背景として、「カンタータ・フランセーズ（cantate française）」と呼ばれるフランス語の声楽曲が数多く作曲された。カンタータ・フランセーズという名称がはじめて音楽作品に対して用いられたのは、1706年に出版されたジャン＝バティスト・モラン（1677年 - 1754年）の曲集においてである。典型的なフランスのカンタータは、レシタティフとエールが3曲ずつ交互に繰り返される6楽章形式の独唱曲で、フランス音楽とイタリア音楽の融合が目指されており、イタリア起源の基本的な楽曲構成や器楽による伴奏法と、ジャン＝バティスト・リュリ（1632年 - 1687年）がフランス・オペラにおいて開拓したフランス語の朗唱法、優雅な抑揚や繊細な装飾を伴ったフランス風の旋律様式を結びつけたものであった。フランスのカンタータの代表的な作曲家としては、アンドレ・カンプラ（1660年 - 1744年）、ニコラ・ベルニエ（1664年 - 1734年）、ルイ＝ニコラ・クレランボー（1676年 - 1749年）等がいる。
フランスのカンタータは、18世紀フランスにおけるイタリア音楽の流行とともに作曲され、18世紀フランスの音楽様式より華やかで和声的に充実させることに貢献したが、18世紀中頃には、より簡潔なカンタティユ（cantatille）に取って代わられた。

## 19世紀以降のカンタータ
19世紀には、17 – 18世紀のカンタータとはほとんど関連をもたない多種多様な声楽作品としてカンタータが作曲された。独唱用のカンタータには、フランツ・ヨーゼフ・ハイドン（1732年 - 1809年）、ルイ・エクトル・ベルリオーズ（1803年 - 1869年）等による作品があるが、多くの場合、独唱声部を含む合唱と管弦楽のための作品に対してカンタータという名称が用いられるようになる。とくに、ルートヴィヒ・ヴァン・ベートーヴェン（1770年 - 1827年）が1814年のウィーン会議の際に作曲した『栄光の瞬間（Der glorreiche Augenblick）』のように、記念式典や特別な行事においては大規模なカンタータが好んで作曲された。このため、カンタータとオラトリオ、オードとの間には、曲種としての相違がほとんどなくなり、カンタータはオラトリオより一般に演奏時間が短いといった傾向が認められるに過ぎなくなる。
一方、カンタータは、パリ音楽院が授与するローマ賞の課題形式であったため、フランスのアカデミーにおいて特別の位置を占めた。ローマ賞の受賞作品となった代表的なカンタータとしては、クロード・ドビュッシー（1862年 - 1918年）が1884年に作曲した『放蕩息子（L'enfant prodigue）』がある。
20世紀に入っても、前世紀からの傾向は続いており、主に合唱と管弦楽のための作品といった共通項を除いては、音楽・歌詞の両面において多様なカンタータが作曲されている。

## カンタータの作曲者一覧
（）は作品名
- J・S・バッハ（われら汝に感謝す（第29番）、神の時こそいと良き時（第106番）、目覚めよと呼ぶ声が聞こえ（第140番）、心と口と行いと生きざまをもて（第147番）、おしゃべりはやめて、お静かに（通称“コーヒー・カンタータ”）（第211番）、わしらの新しいご領主に（通称“農民カンタータ”）（第212番））
- ブクステフーデ（我らがイエスの四股）
- ヴィヴァルディ（哀れなわが心、小枝に戯れ、憧れの瞳よ、夜も更けて、生まれついたる厳しさで、不実な心、涙と嘆き、疑いの影をさして、黄金色の雨のごとく、このような見知らぬ小道へ、天に紅の光が立ち、山鳩を求めて空しく、遅かったのに、喜びの子ら）
- ヘンデル（パルナス山の祭典、狩にて、運命の時から、本当だろう、フィレーノは去ってしまった、偽りの希望、やさしい時に、あのことを思う間に、私は感じる、ジャスミンの花、私は聞く、お前は美しく、私の軽蔑するのは、愛の神が見て）
- ラモー（オルフェ、焦燥、アキロンとオリテー、テティス、忠実な羊飼い）
- ハイドン（嵐、今いかなる疑いが、アプラウスス）
- ベートーヴェン（静かな海と楽しい航海、栄光の瞬間、皇帝ヨーゼフ2世の葬送カンタータ）
- モーツァルト（悔悟するダヴィデ、フリーメイソンの喜び）
- シューベルト（ヨーゼフ・シュペンドゥを讃えるカンタータ、フォーグルの誕生日のためのカンタータ「春の朝」）
- ロッシーニ (ランスへの旅、または黄金の百合咲く宿、 シャルル10世の戴冠式のためのカンタータ)
- ドニゼッティ（テレサとジャンファルドーニ、サッフォー、クリストフ・コロンボ）
- ウェーバー（最初の調べ、歓迎、戦いと勝利）
- ベルリオーズ（帝国、エルミニー、クレオパトラの死、サルダナパールの死）
- メンデルスゾーン（結婚カンタータ、最初のワルプルギスの夜）
- ブルックナー（諦め、いざ友よ楽しき祝いに、ヘルゴラント）
- ドビュッシー（森のディアーヌ、放蕩息子、エレーヌ、剣闘士、春、選ばれし乙女）
- ラヴェル（ミルラ、アリサ、アルシオーヌ）
- ビゼー（クロヴィスとクロティルド）
- ヴェルディ（諸国民の讃歌）
- プッチーニ（美しいイタリアの子ら、ユピテル讃歌）
- チャイコフスキー（モスクワ、歓喜に寄す、モスクワ工業博覧会開会のカンタータ、ペトロフの活動50年祝賀のカンタータ）
- レスピーギ（キリスト）
- ブラームス（リナルド）
- ドヴォルザーク（幽霊の花嫁、アメリカの旗）
- バルトーク（魔法にかけられた鹿）
- パレー（ヤニツァ）
- サン＝サーンス（プロメテの結婚、夜）
- シベリウス（大学祝典のカンタータ、ニコライ2世の戴冠式のためのカンタータ、放たれた女王、コノウの詩によるカンタータ、我が祖国、大地の歌、大地への讃歌）
- ヴェーベルン （カンタータ第1番、第2番、第3番）
- ストラヴィンスキー（星の王、バベル）
- ミヨー（主をたたえるカンタータ、焔の城、チョーサーのテキストによるカンタータ、放蕩息子の帰宅、カルロス、成人式のためのカンタータ、紙とステロ板との結婚、格言カンタータ、四元素、パンとシリンクス）
- リムスキー＝コルサコフ（スヴィテ・ジャンカ、ホメロスより、賢者オレーグの歌）
- R.シュトラウス（有能な人には早く幸せが来る）
- プロコフィエフ（アレクサンドル・ネフスキー、スターリンへの祝詞、名も無い少年のバラード）
- オルフ（カルミナ・ブラーナ）
- ショスタコーヴィチ（我が祖国に太陽は輝く、反形式主義的ラヨーク）
- ブリテン（カンタータ・ミゼリコルディウム、フェードラ、聖ニコラウス）
- マーラー（嘆きの歌）
- ラフマニノフ（春）
- オネゲル（クリスマス・カンタータ）
- 信時潔（海道東征）
- 黛敏郎（般若心経）
- 大谷千正（歎異抄）
- すぎやまこういち（カンタータ・オルビス - 映画「イデオン発動篇」から）
- 深井史郎 (平和への祈り)
- 佐藤眞（土の歌）
- 清水脩（樹下燦々）
- 溝上日出夫（カンタータ『函館幻想』）
- 大木正夫(人間をかえせ)
- 三枝成彰(カンタータ『天涯』)